# Aya
Aya či Aja je ženské křestní jméno nejasného původu. V arabštině Aya znamená "zázrak". V japonštině je možné toto jméno vykládat mnoha způsoby, záleží na použitém způsobu zápisu. Jedním z významů je předené hedvábí 

## Známé nositelky jména
- Aya z Montu – benediktinka žijící v 7. a 8. století
- Aja Hisakawa (綾) – japonská dabérka
- Aja Hirajama – japonská herečka
- Aja Hirano – japonská j-popová zpěvačka
- Aja Išiguro (彩) – japonská zpěvačka
- Aja Kamiki – japonská zpěvačka
- Aja Kawai (彩) – japonská krasobruslařka
- Aja Macuura – japonská j-popová zpěvačka
- Aja Macuura (亜弥) – japonská zpěvačka
- Aja Onoe (尾上彩) – japonská sportovní lezkyně
- Aja Sugimoto (彩) – japonská herečka
- Aya Jayne Suliman – holčička co se narodila dva dny po matčině smrti, otec jí pojmenoval jako zázrak.
- Aya Sumika – americká zpěvačka
- Aja (亜矢) – japonská herečka
- Aya (Naoki Okawová) – kytaristka japonské skupiny Psycho le Cému